# PC Optimum
PC Optimum est un programme de fidélisation exploité par la société de détail canadienne Les Compagnies Loblaw Limitée ; il a été créé par la fusion des programmes PC Plus de Loblaws et Optimum de Pharmaprix,.
Lancé le 1er février 2018, le programme permet aux acheteurs de gagner des points en fonction de leurs achats dans les épiceries Loblaw. Il est possible d'accumuler des points grâce à l'application mobile PC Optimum ou à une carte physique. Il est possible d'accumuler des points sur des offres en magasin ou sur des offres personnalisées grâce à l'application mobile. Le programme de fidélisation est également admissible dans les magasins Pharmaprix, Esso et Mobil.
Ces points peuvent être échangés en magasin contre de l'épicerie gratuite dans les bannières Loblaw,.

## Histoire

### PC Plus
PC Plus est un programme de fidélité lancé en mai 2013,.
En janvier 2017, un homme d'Ottawa a été arrêté pour fraude et blanchiment d'argent pour avoir payé des cartes-cadeaux d'une valeur de plusieurs centaines de dollars avec des comptes PC Plus volés.

### PC Optimum
Le 1er février 2018, le programme PC Plus a fusionné avec le programme Optimum de Pharmaprix (Une pharmacie acquise par Loblaw) pour former PC Optimum. Les utilisateurs ont été invités à transférer leurs comptes PC Plus et Optimum existants sur une carte PC Optimum. Cette démarche pouvait être faite en ligne ou en magasin. Lors des premiers transferts, il y a eu plusieurs problèmes techniques, notamment des erreurs lors de la création d'un compte sur l'application PC Optimum, les points de certains clients ont mal été transférés, le site web de PC Optimum à également été indisponible pendant plusieurs heures. Les magasins n'ont pas distribué de nouvelles cartes lors de ces problèmes. Loblaw a reconnu avoir des difficultés, déclarant qu'ils étaient conscients que la transition n'a pas été fluide pour certains et travaillaient avec les clients pour les rectifier les pépins techniques,,. Comme c'était le cas auparavant, 15 points sont donnés pour chaque dollar d'achats chez Pharmaprix seulement.
À la suite du lancement, plusieurs problèmes sont survenus comme la difficulté à fusionner les points, des points manquants et volés et plusieurs problèmes techniques,,. Selon un rapport financier de Loblaw, les dépenses associées à la création de la marque PC Optimum se sont élevées à 189 millions de dollars.
Le 13 mars 2018, Loblaw a annoncé que les stations services Esso faisaient maintenant partie du programme PC Optimum , mettant fin à une relation de 14 ans avec Aéroplan,. PC Optimum est également accepté dans les stations-service de la marque sœur Mobil. Le partenariat a été officiellement lancé en août 2018, avec 10 points attribués pour chaque litre d'essence et chaque dollar dépensé pour d'autres achats éligibles (y compris les lave-autos et les achats dans les dépanneurs),,.
En avril 2019, Loblaw a annoncé un programme d'essai grâce auquel les clients peuvent recevoir des points pour avoir accepté la publicité ciblée en ligne en fonction des informations de leurs comptes PC Optimum.

## Fonctionnement du programme
Pour gagner des points, des offres personnalisées sont offertes aux clients chaque jeudi. Elles sont basées sur les habitudes d'achat du client. Il y a également des articles en magasin sur lesquels les clients accumulent des points et des rabais. Les utilisateurs de cartes de crédit PC Finance bénéficient de points à chaque achat. Le rendement en points par dollar d'achat varie selon la carte. Par exemple, si un achat a été effectué dans un magasin Loblaw, un client avec une carte PC Mastercard gagnera 10 points par dollar d'achat, avec une carte PC World Mastercard: 20 points par dollar d'achat et avec une carte PC World Elite Mastercard: 30 points par dollar d'achat. Comme 1 000 points PC ont une valeur de 1 $, le taux de rendement minimum est de 1%. Les promotions sont parfois utilisées pour donner des points bonus sur des produits spécifiques.
Les points peuvent être échangés contre de l'épicerie gratuite et d'autres récompenses. Il est seulement possible d'en échanger une fois qu'un client a atteint un total de 10 000 points (ce qui vaut 10$ CAD) ou plus. Les clients doivent disposer d'un deuxième mode de paiement lorsqu'ils utilisent leurs points, car ils ne peuvent utiliser les points que par tranche 10$ (10 000 points) et ils ne peuvent pas être utilisés pour payer la taxe. Les points ne peuvent pas être échangés contre des cartes-cadeaux, de l'alcool, du tabac, des billets de loterie ou des médicaments sur ordonnance.

## Abonnement adeptes PC Optimum
Annoncé en novembre 2017 en tant que programme pilote, l'abonnement adeptes PC Optimum est un programme coûtant 99 $ par an (ou 9,99 $ par mois) pour les membres PC Plus. Il offre des points supplémentaires sur les couches, les préparations pour nourrissons, les produits PC, les produits Joe Fresh et sur le site web de Pharmaprix. De plus, les abonnés bénéficient de la livraison et du ramassage gratuit pour leurs commandes PC Express, Joe Fresh et Pharmaprix. Les membres bénéficient de 10% de remise en points pour les achats de vêtements Joe Fresh et 5% pour les réservations avec PC Voyage. En décembre 2018, le programme a quitté sa phase pilote et est devenu disponible pour tous les membres PC Optimum. En 2023, le programme est rendu 119$/année.